# 洛赫亞

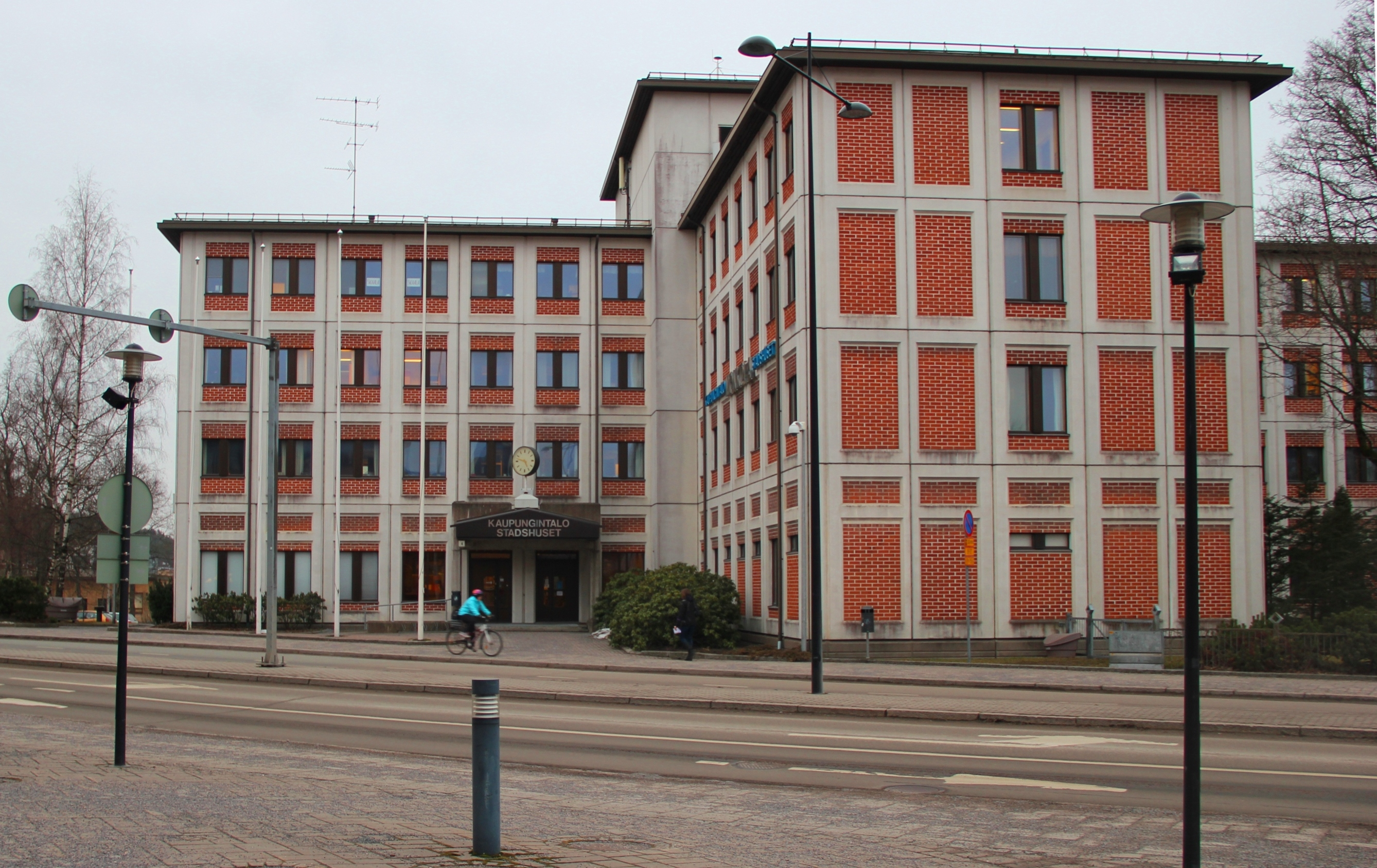
洛赫亚市政厅

洛赫亞（芬蘭語：Lohja）是芬蘭的市镇，位於該國南部，距離首都赫爾辛基約40公里，由新地區負責管轄，面積441.19平方公里，2012年人口39,748，其中約94%居民的母語是芬蘭語。

## 友好城市
洛赫亚与下列城市结为友好城市：
- 瑞典韦克舍市镇
- 挪威靈厄里克
- 冰島斯卡加斯特倫

另外，瑞典的利丁厄市镇为洛赫亚的资助城市。

## 外部連結
- 官方网站 （文） （瑞典文） （英文） （德文）